# Cataglyphis sabulosus
Cataglyphis sabulosus är en myrart som beskrevs av Kugler 1981. Cataglyphis sabulosus ingår i släktet Cataglyphis och familjen myror. Inga underarter finns listade.